# Komunální socialismus
Komunální socialismus představuje všeobecné označení pro socialistické ideje (případně odpovídající jednání), které kladou neobvykle velký důraz na význam komunální politiky a komunálních služeb z hlediska realizace hodnot socialismu. Myšlenky komunálního socialismu poprvé významně rozvíjeli fabiánští socialisté (například Sidney a Beatrice Webbovi) a ve dvacátém století se v některých obdobích komunální politika ve Velké Británii skutečně stala hlavním místem prosazováním socialistických ideálů.

## Komunální socialismus ve Velké Británii
Na konci devatenáctého století se fabiánští socialisté například domnívali, že růst rozsahu a významu komunálních služeb může fakticky vést k nastolení socialismu. Tyto názory jsou označovány jako "plynárenský a vodovodní socialismus" nebo při úzkém pojetí termínu přímo jako "komunální socialismus".
Zvláštnosti politického systému, sociální stratifikace a rozdílů v ekonomické vyspělosti regionů vedly v první polovině dvacátého století k vytvoření napětí mezi politickým centrem (ovládaným pravicí) a některými komunálními centry (ovládanými především Labouristy a v letech 1943–1945 i s výrazným vlivem komunistů). Levicová samospráva často vystupovala proti celostátní pravicové politice (viz například poplarismus) a to často způsobem na hranici legality. Tato situace se částečně opakovala před nástupem labouristické vlády předsedy Blaira v devadesátých letech; v tomto období levicová místní samospráva často zakládala různé podniky.